# Kalands kommun

Kalands kommunvapen.

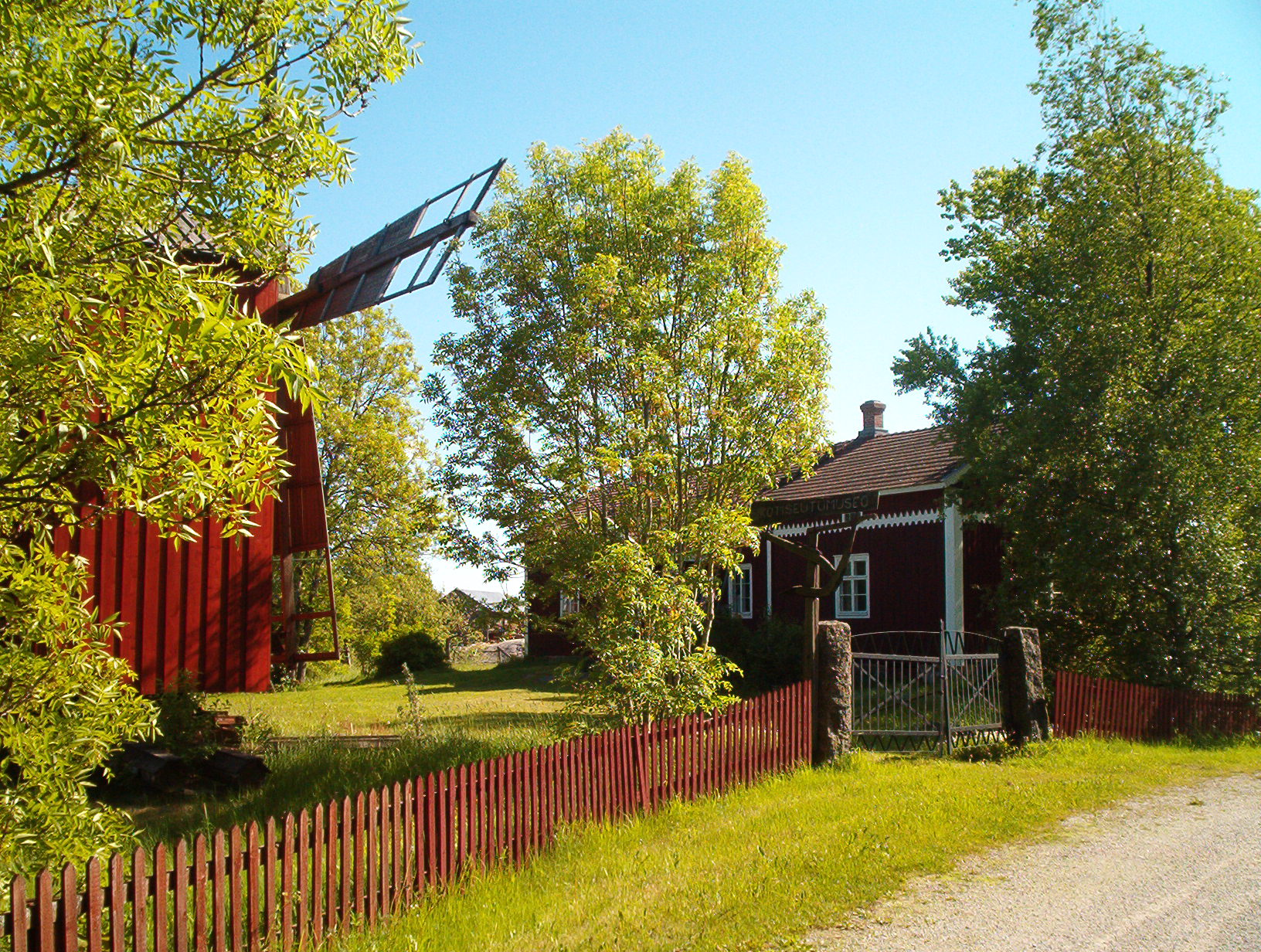
Kalands lokalhistoriska museum.

Kaland (finska: Kalanti, till 1936 Nykyrko, finska: Uusikirkko) är en före detta kommun i landskapet Egentliga Finland, tidigare i Vemo härad i Åbo och Björneborgs län. Kaland är sedan den 1 januari 1993 en del av Nystads stad.
Ytan (landsareal) var 270,9 km² och kommunen beboddes av 4 961 människor med en befolkningstäthet på 18,3 inv/km² (1908-12-31).
Nykyrko kyrksocken har ursprungligen bestått av Kodjala och Vellua kyrksocknar. Uppdelningen har tydligen berott på skillnader i beskattningen. De två socknarna torde ha varit mycket gamla. Troligen förenades de i slutet av 1300-talet till Nykyrko kyrksocken. Den nämns första gången 1411. I sammanhanget gjordes Kodjala till kapell. Marknader vid kyrkan nämns 1698 och 1751. De hölls på S:t Olofs dag den 29 juli.
I Nykyrko ligger det medeltida godset Sundholm (tidigare Arvassalo Gammelgård).